# Maria Czerwińska-Jasiewicz
 Maria Czerwińska-Jasiewicz  (ur. 2 czerwca 1948) – polski psycholog, prawnik, dr hab., wykładowca akademicki. Od 1999 r. Członek dwóch Komisji Senackich: Komisji Dyscyplinarnej ds. Pracowników (do chwili obecnej) i Komisji Wyborczej (do 2001 r.).

## Życiorys
W 1975 r. ukończyła studia psychologiczne na Uniwersytecie Warszawskim. W 1976 r. otrzymała stopień doktora nauk humanistycznych nadany przez Wydział Psychologii Uniwersytetu Warszawskiego. W 1998 r. uchwałą tego samego wydziału uzyskała habilitację w zakresie nauk humanistycznych. 
Jest profesorem nadzwyczajnym Instytutu Psychologii, na Wydziale Filozofii Chrześcijańskiej Uniwersytet Kardynała Stefana Wyszyńskiego w Warszawie. 
Poprzedni pracowała na Wydziale Psychologii Wyższej Szkoły Finansów i Zarządzania w Warszawie i na Katedrze Psychologii Wychowawczej Uniwersytetu Warszawskiego.

## Nagrody i wyróżnienia
- 1976 - nagroda Rektora UW za osiągnięcia naukowe
- 1977 - nagroda Rektora UW w kategorii nauka za pracę doktorską oraz dydaktyczną
- 1981 - nagroda Rektora UW za dydaktykę
- 1988 - nagroda Rektora UW za organizację i kierownictwo Studium Podyplomowym
- 1991 - nagroda Rektora UW za dydaktykę
- 1992 - nagroda Rektora UW w kategorii nauka za napisaną książkę

## Wybrane publikacje
- Rozważania o rozwoju i wychowaniu, red. Czerwińska-Jasiewicz M., Dryll E., Warszawa 2007.
- Czerwińska-Jasiewicz M., Rozwój psychiczny młodzieży a jej koncepcje dotyczące własnego życia, Warszawa 2005.
- Czerwińska-Jasiewicz M., Społeczno-kulturowe podejście do dorastania, [w:] Z zagadnień współczesnej psychologii wychowawczej, red.  Jurkowski A., Warszawa 2003.
- Czerwińska-Jasiewicz M., Cele życiowe młodzieży oraz jej nadzieje i obawy dotyczące przyszłości w zmieniającej się sytuacji społecznej w Polsce, [w:] Spostrzeganie świata społecznego przez dzieci, młodzież i młodych dorosłych, red. Wojciechowska L., Warszawa 2003.
- Czerwińska-Jasiewicz M., Cele i plany życiowe młodzieży w kontekście rozwoju orientacji przyszłościowej, [w:] Spostrzeganie świata społecznego przez dzieci, młodzież i młodych dorosłych, red. Wojciechowska L., Warszawa 2003.
- Czerwińska-Jasiewicz M., Strategie decyzyjne młodzieży dotyczące własnej przyszłości w okresie przemian społecznych (badania empiryczne), [w:] Podejmowanie decyzji zawodowych przez młodzież i osoby dorosłe w nowej rzeczywistości społeczno-politycznej, red. Wojtasik B., Wrocław 2001, s. 209-214.